# The Lumineers (álbum)
The Lumineers é o álbum de estreia da banda estadunidense The Lumineers. Foi lançado em 3 de abril de 2012 pela Dualtone Records.

## Desempenho nas tabelas musicais

### Posições
| Tabela musical (2012)                            | Melhor posição |
| ------------------------------------------------ | -------------- |
| Canadá (Canadian Albums Chart)                   | 5              |
| Estados Unidos (Billboard 200)                   | 8              |
| Itália (Federazione Industria Musicale Italiana) | 90             |
| Portugal (Associação Fonográfica Portuguesa)     | 19             |
| Reino Unido (UK Albums Chart)                    | 10             |

### Certificações
| País                  | Certificação |
| --------------------- | ------------ |
| Canadá (Music Canada) | 3× Platina   |
| Estados Unidos (RIAA) | 3× Platina   |